# Campanello elettrico
Il campanello elettrico è un dispositivo elettromeccanico utilizzato per richiamare l'attenzione su uno specifico evento. Il campanello elettrico posto sulle porte delle abitazioni è un tipico esempio del suo utilizzo così come lo è la “campanella” nelle scuole.

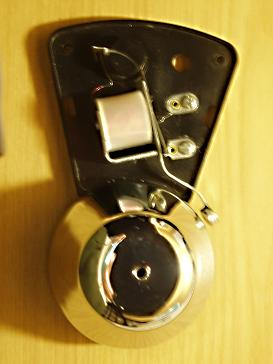
Un campanello elettrico.

## Storia
Fu inventato dal fisico Joseph Henry nel 1831, assieme al buzzer elettrico che ne è il componente fondamentale.

## Funzionamento
Il funzionamento del campanello elettrico è basato sul fenomeno dell'elettromagnetismo ovvero la capacità di generare un campo magnetico da parte della corrente elettrica. I componenti di un campanello elettromeccanico sono: elettrocalamita, percussore (montato sull'estremità di una lamina elastica di metallo), vite di regolazione, campana.
In condizione di riposo la lamina è appoggiata sulla vite di regolazione, il contatto mobile lamina/vite di regolazione è chiuso, il pulsante di accensione è aperto: nel circuito non scorre nessuna corrente.

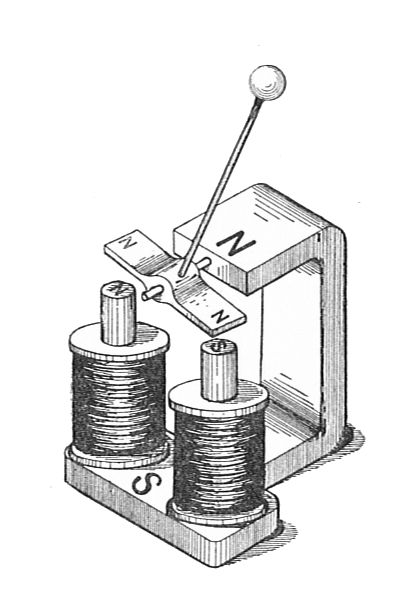
Schema di funzionamento di un movimento da campanello polarizzato ad uso telefonico del 1903 circa.

Premendo il pulsante di accensione la corrente circola attraverso il contatto mobile nell'elettrocalamita che attira a sé il percussore che di conseguenza va a colpire la campana. L'avvicinamento del percussore all'elettrocalamita fa sì che il contatto mobile si apra con conseguente interruzione della corrente nel circuito: la lamina torna quindi indietro fino alla sua posizione di riposo. Il ritorno della lamina in posizione di riposo provoca nuovamente la chiusura del contatto mobile con conseguente inizio di un nuovo ciclo. L'effetto risultante è una oscillazione del percussore fra posizione di riposo e posizione di percussione della campana che provoca il classico ronzio o trillo del campanello. L'oscillazione del percussore dura per tutto il tempo in cui il pulsante di accensione rimane premuto.

### Telefoni
Dove si utilizzi corrente alternata (AC) il campanello polarizzato può essere impiegato. Un'armatura con magnete permanente è attratta e respinta alternativamente da ogni singola semi-fase dell'alimentazione. Nessun interruttore di contatto è richiesto; il sistema è a lungo utilizzabile senza manutenzione. Per questo motivo sono molto usati nei sistemi telefonici.

### Allarmi incendio

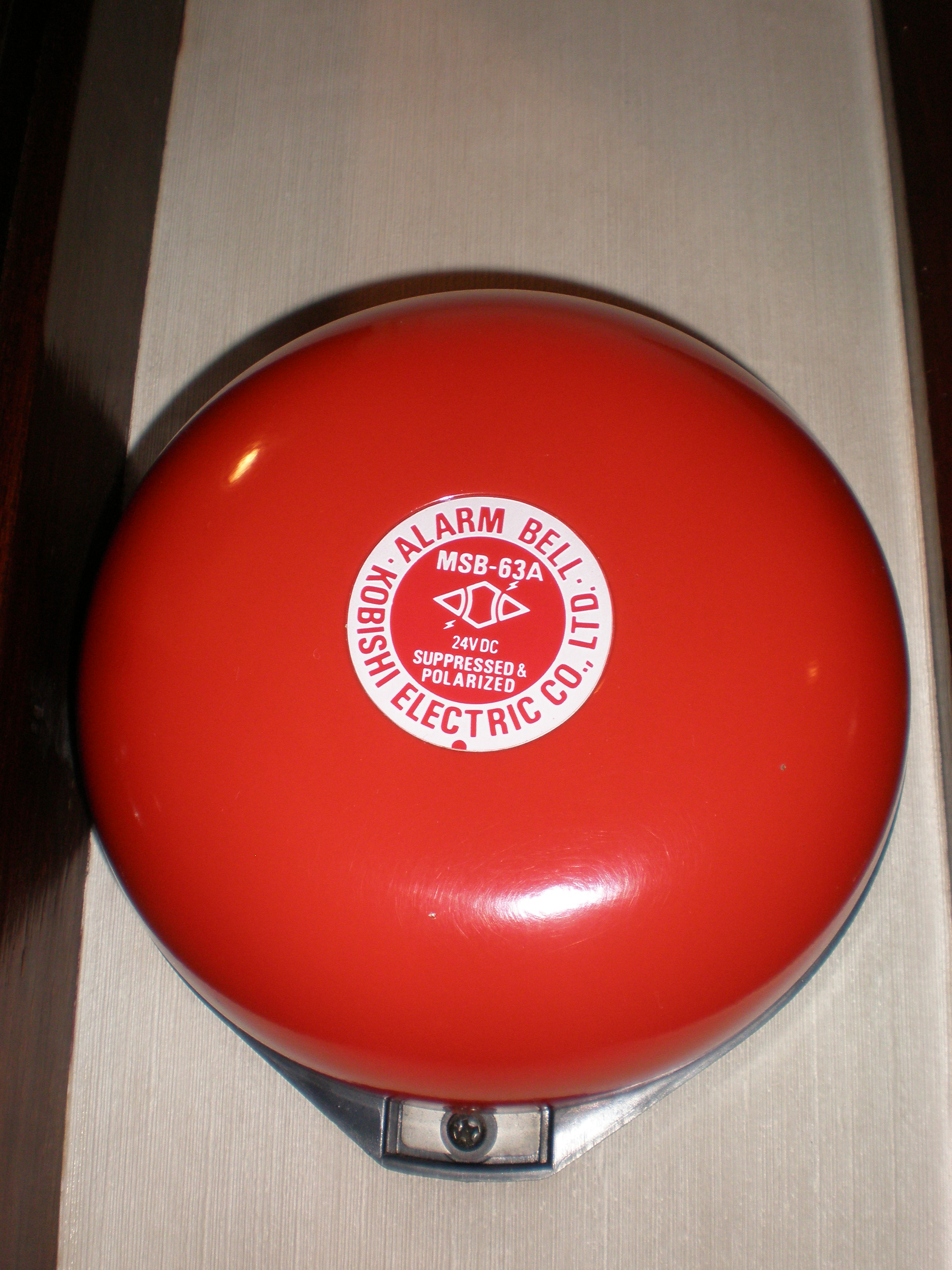
Campanello di un allarme antincendio.

Sono divisi in due categorie: vibranti e colpo-singolo. Quelli vibranti suonano sempre in presenza di tensione elettrica. Nel secondo sistema il campanello suona una volta soltanto e deve essere riarmato togliendo alimentazione.

## Alimentazione
In applicazioni residenziali l'alimentazione è data da piccoli trasformatori AC/AC. In ambito industriale esistono sistemi a tensioni diverse e impieghi speciali.